# Cnestis ferruginea
Cnestis ferruginea är en tvåhjärtbladig växtart som beskrevs av Dc.. Cnestis ferruginea ingår i släktet Cnestis och familjen Connaraceae. Inga underarter finns listade i Catalogue of Life.